# Vera Dedović
Vera Dedović (udato Miljković) (Beograd, 1969 — 19. decembar 2000) bila je srpska glumica.

## Biografija
Prvi angažman na televiziji imala je 1993. godine, u TV drami reditelja Petra Zeca Raj. Uloga Cece, u TV komediji Svadbeni marš, bila je prva glavna uloga Vere Dedović na televiziji. Usledile su TV serije: Srećni ljudi i Gore dole. Tokom života Vera je najviše radila na televiziji i u pozorištu. Bila je student generacije Univerziteta u Novom Sadu 1994.
Snimila je TV drame: Ljubav, ženidba i udadba, Želja zvana tramvaj i Stari vruskavac. Prvu ulogu na filmu, ostvarila je 1996. godine, kada joj je filmski reditelj Srđan Dragojević, poverio jednu od glavnih ženskih uloga u filmu Lepa sela lepo gore. Za ulogu učiteljice u ovom filmu Dedovićeva je dobila pozitivne filmske kritike. Film Senke uspomena, je bio poslednji filmski nastup Vere Dedović. Talentovana, crvenokosa glumica, obolela je od raka i preminula 19. decembra 2000. godine, u 31. godini života.
Najveća uloga je u TV seriji RTNS Trag od života može dugo trajati (1995) - kao Isidora Sekulić (kao najbolja serija TV Novi Sad u poslednje 2 godine).
Veće uloge: Gospođica Julija - kao Kristina, Ženski orkestar - Ardela, Ermelina, Čekajući Godoa - kao Vladimir, Instrukcija - kao učenica, Dr - kao Klara, Devizna snaja - kao Cvetanka.
„...Plenila je modernošću glume. Retki su mladi sposobni da utru put modernoj glumi, koriste nove pristupe i nova sredstva, a Vera je imala nešto inovatorsko u svom radu. Ostaće tajna koliko je u tome bilo racionalnog... Ona je ne teoretisanjem već praksom pokazivala stav prema modernom pozorištu... likovima je davala prosto bezobraznu dozu pitkosti...Deo tajne u svojim ostvarenjima je nesumnjivo što je istinski volela likove koje je igrala i publiku pred sobom”. B. Drašković je izrekao misao da mu je „žao svih uloga koje nije odigrala, a najveće blago koje je Vera ostavila za sobom je njena i Borisova ćerka Maša.”
Nominovana za Nagradu Pere Dobrinovića (Novi Sad) za Čekajući Godoa i za film Lepa sela lepo gore na Filmskim susretima u Nišu.

## Uloge

### TV drame
- Raj (1993) - kao Lušja
- Želja zvana tramvaj (1994) - devojka sa psom
- Svadbeni marš (1995) - kao Ceca
- Ljubav, ženidba i udadba (1997) - kao mlada
- Stari vruskavac (2000) - kao mlada
- Tajni dah (2000) - govori stihove

### TV serije
- Srećni ljudi (1993)
- Srećni ljudi 2 (1995) - kao rediteljka
- Gore dole (1997)- žena sa problemom žuča
- Trag od života može dugo trajati (1995) - kao Isidora Sekulić (kao najbolja serija TV Novi Sad u poslednje 2 godine)

### Filmovi
- Lepa sela lepo gore (1996) - kao učiteljica
- Senke uspomena (2000) - kao poštarka Bojana

### Pozorište
- Gospođica Julija - kao Kristina
- Ženski orkestar - Ardela, Ermelina
- Tri u onom stanju - kao Kolumbina
- Čekajući Godoa - kao Vladimir
- Instrukcija - kao učenica
- Violinista na krovu - kao Cajtl
- Lizistrata - kao Miranda
- Dr - kao Klara
- Devizna snaja - kao Cvetanka
- Ljubavnica, A.Veskara - kao 3 ljubavnice
- Baktum, Jug Radivojević, - kao Sonja Kostić

## Spoljašnje veze
- Vera Dedović на веб-сајту  (језик: енглески)
- Zaljubljena u uloge koje je igrala, Ana Radivojević, LUDUS br.81, od 31.01.1991.
- WHERE HAVE THE FLOWERS GONE?(Čekajući Godoa), Z.Popović, POZORIŠTE, septembar-oktobar‚1992, str.22-23